# Louisville (Illinois)
Louisville és una població dels Estats Units a l'estat d'Illinois. Segons el cens del 2000 tenia 1.242 habitants.

## Demografia
Segons el cens del 2000, Louisville tenia 1.242 habitants, 503 habitatges, i 311 famílies. La densitat de població era de 695 habitants/km².
Dels 503 habitatges en un 28,4% hi vivien nens de menys de 18 anys, en un 48,7% hi vivien parelles casades, en un 9,7% dones solteres, i en un 38% no eren unitats familiars. En el 34,4% dels habitatges hi vivien persones soles el 20,1% de les quals corresponia a persones de 65 anys o més que vivien soles. El nombre mitjà de persones vivint en cada habitatge era de 2,31 i el nombre mitjà de persones que vivien en cada família era de 2,97.
Per edats la població es repartia de la següent manera: un 23,7% tenia menys de 18 anys, un 8,5% entre 18 i 24, un 24,5% entre 25 i 44, un 21,9% de 45 a 60 i un 21,4% 65 anys o més.
L'edat mediana era de 39 anys. Per cada 100 dones de 18 o més anys hi havia 84,8 homes.
Entorn del 13,1% de les famílies i el 18,9% de la població estaven per davall del llindar de pobresa.

## Poblacions més properes
El següent diagrama mostra les poblacions més properes.